# Logis du Bras d'Or
Le logis du Bras d'Or est un logis seigneurial situé à Aix-en-Provence.

## Histoire
Construit à la fin du XVIIe siècle après l'ouverture du cours Sextius, la maison est achetée au XIXe siècle par le père de Darius Milhaud, compositeur français qui y vit jusqu'à ses 17 ans.
Elle fait l'objet d'une inscription au titre des monuments historiques par arrêté du 28 novembre 2002.